# Röntgennova
Eine Röntgennova ist ein kurzperiodischer Röntgendoppelstern niedriger Masse mit Umlaufdauern von einigen Stunden. Die Intensität der Röntgenstrahlung steigert sich während der seltenen Ausbrüche um einen Faktor von 100 bis 10.000.000 in einem Zeitraum von Tagen bis Wochen. Parallel zum Anstieg der Röntgenstrahlung erhöht sich auch die optische Helligkeit um 6 bis 10 mag. Einige Röntgennovae gelten als die am besten gesicherten Fälle für schwarze Löcher mit stellaren Massen, da die Massen der Primärsterne deutlich oberhalb von drei Sonnenmassen liegen. Röntgennovae werden auch als Soft X-ray Transients (SXT) bezeichnet.

## Eigenschaften
Der Verlauf der Lichtkurve ähnelt denen von Novae. Es wird jedoch tausendmal mehr Strahlung im Röntgenbereich als im optischen Bereich emittiert, weshalb diese Ereignisse in Anlehnung „Röntgennovae“ genannt wurden. Die Strahlung entsteht in einer Akkretionsscheibe oder in einer Schockfront nahe einem Neutronenstern oder einem Schwarzen Loch. Da aber auch normale Novae in ihrer Spätphase Röntgenstrahlung emittieren, hat sich der Begriff „Soft X-ray Transient“ etabliert. Bei Novae entsteht die Röntgenstrahlung im Unterschied zu den Röntgennovae als direkte Folge des Wasserstoffbrennens auf der Oberfläche eines Weißen Zwergs.

### Röntgenleuchtkraft
Die Röntgenleuchtkraft der Röntgennovae liegt in den Ruhephasen zwischen 1023 und 1025 W und die Doppelsterne verbringen über 95 Prozent der Zeit im Minimum. Innerhalb von Tagen bis Wochen steigt die Leuchtkraft auf Werte 1029 bis 1032 W an und der Ausbruch dauert Monate bis Jahre an. Am Anfang des Ausbruchs zeigt sich überwiegend harte Röntgenstrahlung, die im Laufe der Eruption immer weicher wird. Parallel zum Anstieg und Abfall der Röntgenhelligkeit ändert sich auch die optische Helligkeit um 6 bis 10 mag.
Im Ausbruch wird das optische Spektrum durch Emissionslinien dominiert, während sich im Minimum das Spektrum eines späten Hauptreihensterns oder Unterriesen mit den Spektralklassen K oder M zeigt. In den Doppelsternsystemen werden im Minimum sehr hohe Radialgeschwindigkeiten von bis zu 800 km/s und Umlaufdauern von Stunden bis Tagen beobachtet. Daraus kann eine sehr hohe Masse des unsichtbaren Begleiters des Hauptreihensterns abgeleitet werden und es dürfte sich um Neutronensterne oder Schwarze Löcher handeln. Im Infraroten stammt die Strahlung überwiegend von dem Hauptreihenstern oder Unterriesen. Die Helligkeit schwankt mit der Phase des Umlaufs im Minimum und wird durch einen ellipsoiden Lichtwechsel verursacht. Die starke Verformung des nicht degenerierten Sterns bestätigt die hohe Masse primären Sterns.

### Ausbrüche
Die Ausbrüche wiederholen sich mit Zyklenlängen von Dekaden. Da keine Beobachtungen der Röntgenstrahlung über lange Zeiträume vorliegen, sind diese aus alten optischen Himmelsüberwachungen gewonnen worden. Dies bedeutet, dass die Eruptionen das Doppelsternsystem nicht dramatisch verändern. Während der und nach den Eruptionen können bei einigen Röntgennovae Superhumps nachgewiesen werden. Die Perioden dieser Modulationen der Lichtkurve weichen um einige Prozent von der Umlaufdauer ab und sind die Folge einer Präzession der Akkretionsscheibe.
Während der Ausbrüche konnte Radiostrahlung von den Röntgennovae nachgewiesen werden, wobei bei einigen SXTs bei hoher Auflösung Jets wie bei den Mikroquasaren beobachtet werden konnte. Die Jets bilden sich immer parallel zu einem Ausbruch aus und sind in den Minimumphasen nicht aktiv.

#### Herkunft der optischen Strahlung im Maximum
Die optische Strahlung entsteht im Maximum wahrscheinlich aus zwei Quellen. Erstens durch Materie, welche von der Röntgenstrahlung aufgeheizt wurde und diese Strahlung im UV und Optischen wieder abstrahlt. Zweitens beginnt die optische Strahlung bereits vor der Röntgenstrahlung im Ausbruch anzusteigen. Dabei scheint das Aufleuchten im Optischen zu beginnen und sich über das UV zu den Röntgenstrahlung auszubreiten. Daneben zeigt sich auch eine kurzfristige Veränderlichkeit im Visuellen und Ultraviolett in der Größenordnung von Sekunden, die als „Flickering“ bezeichnet wird. Flickering wird mit einer Akkretion aus den inneren Rand einer Akkretionsscheibe auf einen entarteten Stern in Verbindung gebracht.

### Ruhephasen
Während der Ruhephasen zeigen einige Röntgennovae eine geringe Veränderlichkeit der Röntgenstrahlung. Dabei kann die Röntgenleuchtkraft für den Zeitraum von einigen Stunden bis Tagen auf Werte von bis zu 1027 W ansteigen und dann wieder auf den normalen Ruhewert absinken. Diese Ereignisse werden als Akkretionsflares bezeichnet, weil es temporär auch während der Ruhephasen zu einem Einfall von Materie auf den Neutronenstern kommen kann.

### Quasiperiodische Oszillationen (QPO)
Bei Röntgennovae konnten im Bereich der weichen Röntgenstrahlung quasiperiodische Oszillationen (QPO) nachgewiesen werden. Diese Oszillationen sind typisch für Röntgendoppelsterne und zeigen in den Spektren breite Maxima mit erhöhter Intensität. Während Kandidaten für Schwarze Löcher keine Oszillationen oberhalb von 100 Hz zeigen, werden bei identifizierten Neutronensternen Frequenzen von bis zu einigen kHz beobachtet. Die QPOs entstehen wahrscheinlich am oder nahe dem inneren Rand der Akkretionsscheibe.

### Röntgennovae und Rote Zwerge
Von Röntgennovae konnte kein Bedeckungslichtwechsel durch einen Roten Zwerg beobachtet werden. Da die Röntgenstrahlung und die meiste optische Strahlung in der unmittelbaren Umgebung des kompakten Sterns entsteht, kann daraus abgeleitet werden, dass die Akkretionsscheibe recht dick ist. Daher wird bei Systemen mit geringer Bahnneigung die elektromagnetische Strahlung nahezu vollständig von der Scheibe absorbiert und erscheint dem Beobachter nicht als Röntgennova.

## Ausbruchsmechanismus
Röntgennovae bestehen aus einem sein Roche-Volumen ausfüllenden Begleitstern, der Materie über den Lagrange-Punkt L1 an einen Neutronenstern oder ein Schwarzes Loch transferiert. Aufgrund des Erhalts des Drehmoments bildet sich um den kompakten Stern eine Akkretionsscheibe, in der das Plasma aufgrund innerer Reibung Energie verliert und auf den kompakten Stern fällt. Während der Ruhephasen werden um die 10−12 bis 10−10 Sonnenmassen pro Jahr von dem Begleitstern zur Akkretionsscheibe übertragen, während im Ausbruch bis zu 10−8 Sonnenmassen pro Jahr auf den kompakten Stern fließen. Die Veränderlichkeit der Akkretionsrate des kompakten Sterns wird verursacht durch eine Änderung der Viskosität in der Akkretionsscheibe aufgrund einer Bistabilität der Magnetorotationsinstabilität. Die Ausbrüche der Röntgennovae sind daher analog den Zwergnovaeruptionen, die überwiegend im optischen Spektralbereich elektromagnetische Strahlung emittieren. Weil bei Röntgennovae der kompakte Stern ein Neutronenstern oder ein Schwarzes Loch ist mit einem tieferen Gravitationspotential als bei den Zwergnovae, wo der kompakte Stern ein Weißer Zwerg ist, wird die elektromagnetische Strahlung bei kürzeren Wellenlängen im Bereich der Röntgenstrahlung emittiert. Daneben gibt es noch eine alternative Hypothese, wonach die Instabilität in der Massentransferrate von dem Begleitstern gesteuert wird.

## Entstehung von Röntgennovae
Der mittlere Abstand zwischen dem kompakten Stern und dem massespendenden Begleiter liegt bei ungefähr zehn Sonnenradien. Dies ist erheblich weniger als der Radius des Vorgängersterns, der nach einer Supernovaexplosion einen Neutronenstern oder ein Schwarzes Loch gebildet hat. Meist wird in der Literatur ein Common-Envelope-Szenario vermutet. Danach dehnt sich der Vorläuferstern des kompakten Sterns soweit aus, dass der Begleitstern in seine Atmosphäre eintaucht und sich durch Reibung der Abstand zwischen den beiden Sternen verringert. Allerdings passt die Massenverteilung der Begleitsterne von Röntgennovae nicht zu den simulierten Ergebnissen. Während die Berechnungen vermuten lassen, dass massearme Begleiter meistens mit dem Roten Riesen verschmelzen und massereichere Begleitsterne eine gemeinsame Hüllenphase überleben, sind die meisten Begleiter des kompakten Sterns K- oder M-Zwerge.

## Beispiele
- A0620−00 = Nova Monocerotis 1975 = V 616 Mon
- H 1705–250 = Nova Ophiuchi 1977 = V2107 Oph
- Nova Muscae 1991 = GU Mus